# مجموعه تاریخی مذهبی کدکن
مجموعه تاریخی مذهبی کدکن مربوط به سدهٔ ۹ ه.ق است و در کدکن، انتهای کوچه حمام واقع شده و این اثر در تاریخ ۱۰ خرداد ۱۳۸۲ با شمارهٔ ثبت ۸۹۵۳ به‌عنوان یکی از آثار ملی ایران به ثبت رسیده است.